# Aizo Betten

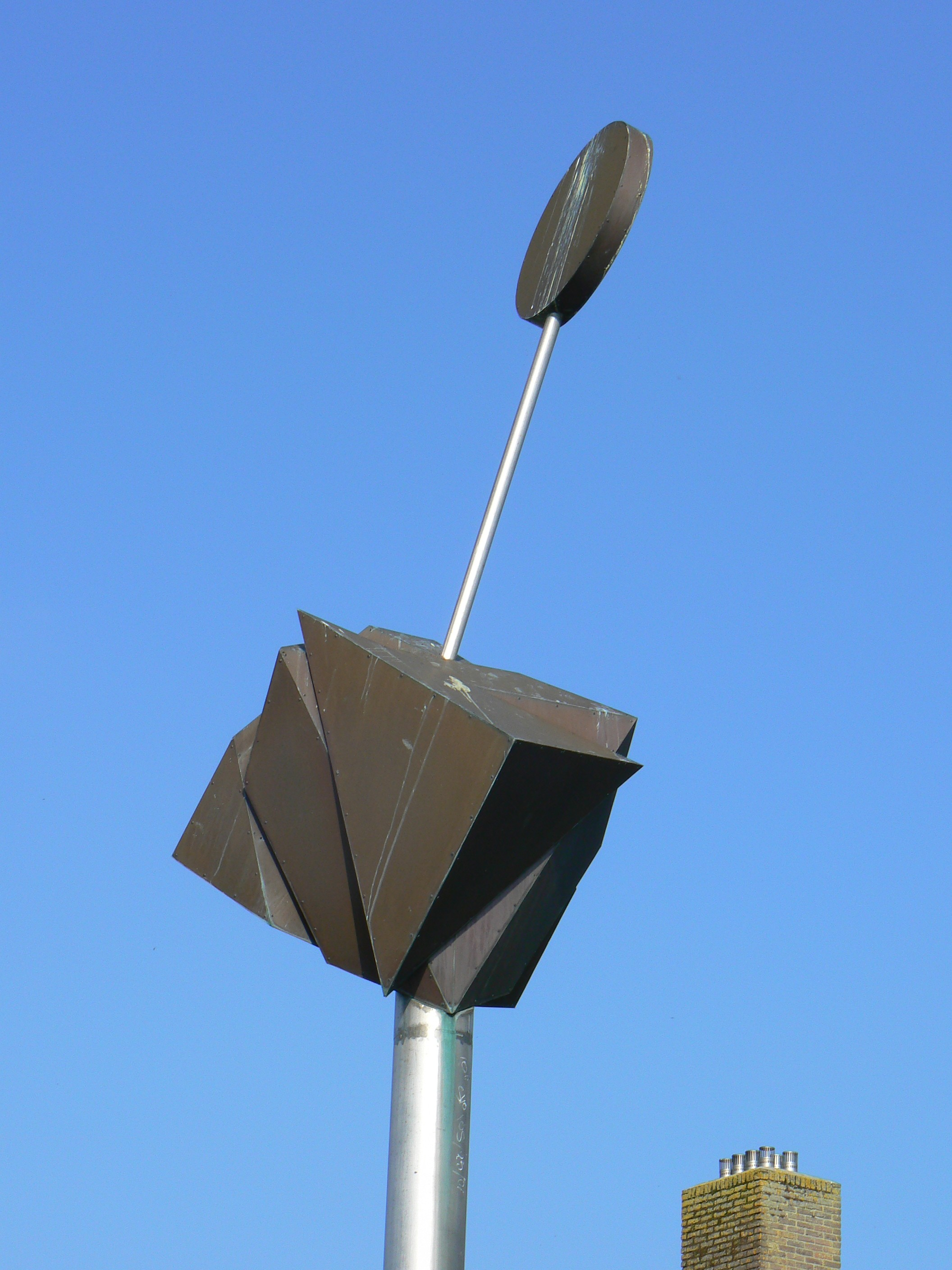
Kinetische kubus (1998)

Aizo Betten (Groningen, 11 december 1938 – aldaar, 8 juli 2014) was een Nederlands schilder, illustrator, houtgraveur, vormgever en beeldhouwer.

## Leven en werk
Aizo Betten was een zoon van huisschilder Sjoerd Betten en Aaltje Scheper. Hij groeide op in Makkinga. In 1956 verhuisde het gezin naar Oostermeer. Na het behalen van de lo-akte tekenen volgde hij de opleiding vrije kunsten aan de Academie Minerva (1956-1960) in de stad Groningen, waar hij lessen kreeg van onder anderen Nico Bulder, Jans Arnolli, Evert Musch en Willem Valk. 
Aanvankelijk schilderde Betten vrij traditioneel in olieverf en eitempera tot hij in de jaren tachtig meer expressionistische en non-figuratieve elementen in zijn werk ging verwerken.
Naast schilderen, illustreren en grafische vormgeving hield hij zich ook bezig met beeldhouwen: hij maakte beelden in brons, staal en messing. 
In 1960 voltooide hij de opleiding aan de Academie met een eervolle vermelding. Na de militaire diensttijd, die hij doorbracht als soldaat-tekenaar, werd hij na sollicitatie benoemd als docent hand- en lijntekenen aan de rijks-hbs in Warffum, nu de hoofdvestiging van Het Hogeland College. Om les te kunnen geven in het voortgezet onderwijs behaalde Betten in 1963 de mo-akte tekenen, en toen begin jaren 70 het vak handvaardigheid werd ingevoerd ook de akte handvaardigheid. Vanaf 1962 woonde hij in Warffum. In 1970 trouwde Betten; uit dit huwelijk werden twee kinderen geboren.
Vanaf het begin was Aizo Betten betrokken bij activiteiten van de school. Zo verzorgde hij onder andere de omslagen van programmaboekjes en andere informatieblaadjes voor ouders en leerlingen, hij ontwierp affiches, folders en advertenties, hij regisseerde toneeluitvoeringen, hij illustreerde twee gedenkboeken, en hij was mede-bedenker van de zogenaamde Creatieve Werkweek. Ook in het dorp Warffum speelde hij een rol: hij ontwierp affiches voor het folkloristisch dansfestival Op Roakeldais, waarvan het danspaartje nog steeds het logo vormt, hij was een stuwende kracht achter de kunstmarkt in de beginjaren van Op Roakeldais, hij was toneelregisseur en decorontwerper voor verschillende verenigingen, verzorgde de vormgeving van onder andere Boerderijen op het Hogeland (2002). Hij maakte voor Warffum ook het Op Roakeldais-monument met het danspaartje (1998), en een kinetische kubus die op het terrein van Het Hogeland College staat.
In Friesland kreeg hij vooral bekendheid door zijn illustraties van een tiental kinderboeken, onder andere van Dam Jaarsma, verzamelaar van volksverhalen. Voor een boek met kinderliedjes van Hindrik van der Meer: Hup sûpengrottenbrij verzorgde hij de illustraties en schreef (kalligrafeerde) hij de tekst en de muziek. In Eastermar staat van hem het beeld dat verwijst naar de bijnaam van de dorpsbewoners: de broekophâlder, de broekophouder.
In 1978 sloot Betten zich aan bij de Groninger kunstkring De Ploeg. In 2007 werd hem de culturele prijs van de gemeente Eemsmond toegekend.
Aizo Betten overleed op 75-jarige leeftijd en werd begraven in de buurtschap It Heechsân-Eastermar.

## Werken in de openbare ruimte (selectie)
- De broekophouder (1984), It Breed, Eastermar
- Kinetische kubus (1995), Bekemalaan, Warffum
- Gevelteken Houtuijl (1997), Houtlaan, Leiden
- Danspaar (1998), Schaapweg, Warffum
- Verzonken laswerk van hoekprofielen (2009), Heirweg, Visvliet

## Fotogalerij

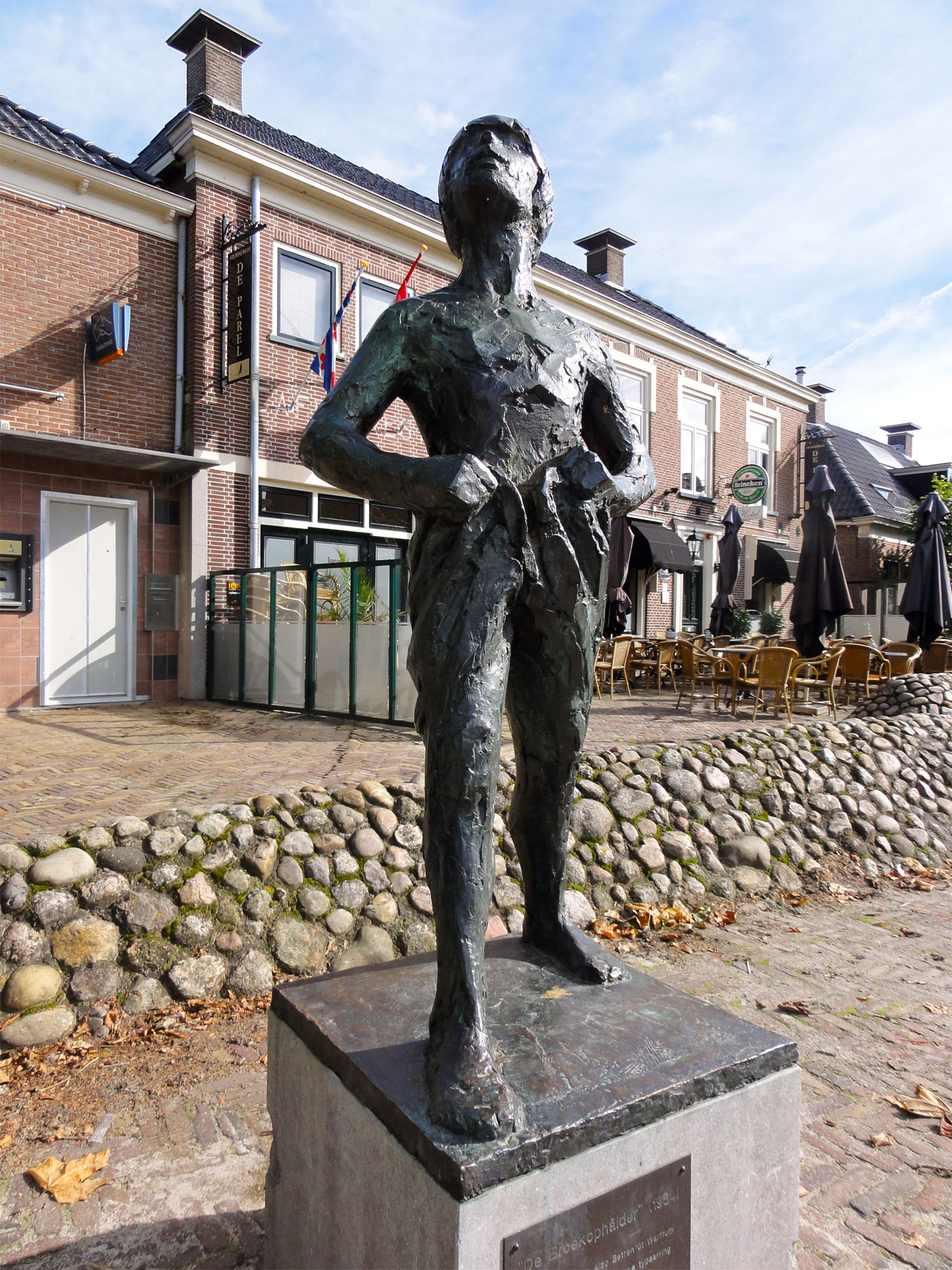
De Broekophâlder, Eastermar
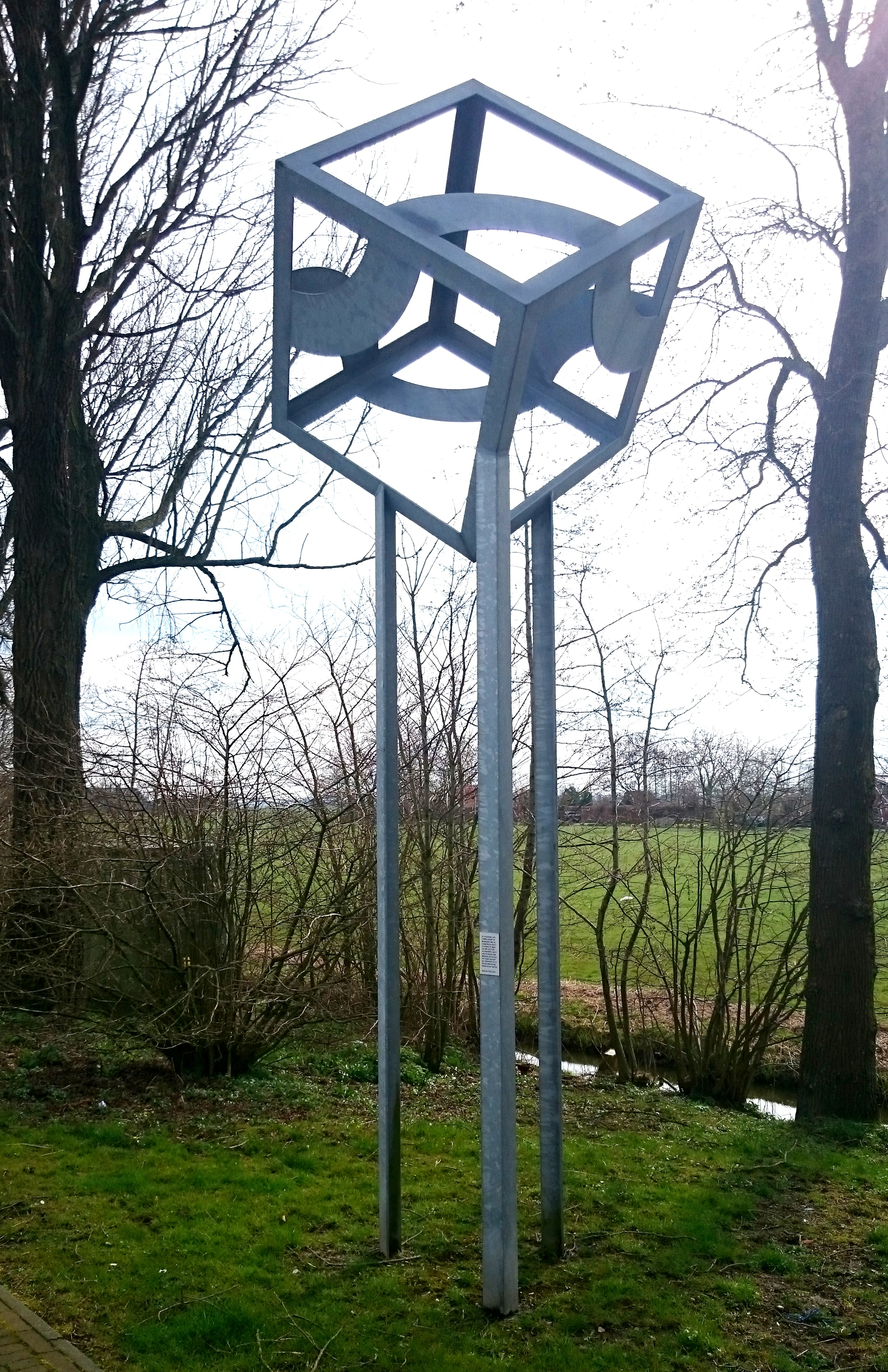
kunstwerk Visvliet

## Over Aizo Betten
- Reint Wobbes, Aizo Betten, een overzicht. Openluchtmuseum Het Hoogeland 28-03|08-08-2004. Warffum, 2004. (tentoonstellingscatalogus)
- Geert Klok en Francine Schrikkema, Aizo Betten. Vele gezichten. Warffum, 2021.